# Every Little Thing Member Select Best 〜春に聴きたいELT〜
『Every Little Thing Member Select Best 〜春に聴きたいELT〜』（エブリ・リトル・シング・メンバー・セレクト・ベスト・ハルニキキタイイーエルティー）は、日本の音楽グループEvery Little Thingが2011年4月20日に発売した配信限定アルバムである。

## 解説
配信限定アルバムとしては前作『iTunes Originals - Every Little Thing』から約3年7ヶ月ぶり。
「春」をテーマにメンバーの二人が選曲したセレクトベストアルバム。iTunes Store限定配信。持田香織編と伊藤一朗編の2作が同時配信された。

## 持田香織編

### 収録曲
- 全作詞：持田香織

1. ソラアイ
（作曲：HIKARI / 編曲：HIKARI & 伊藤一朗）
26thシングル。
2. 恋文
（作曲：HIKARI / 編曲：HIKARI & Every Little Thing）
27thシングル。
3. water(s)
（作曲：早川大地 / 編曲：村田昭 & 伊藤一朗）
6thアルバム『commonplace』収録曲。
4. いずれもROMANTIC
（作曲：伊藤一朗 / 編曲：中村康就 & 伊藤一朗）
7thアルバム『Crispy Park』収録曲。
5. うらうらら
（作曲：持田香織 / 編曲：村田昭 & Every Little Thing）
6thアルバム『commonplace』収録曲。
6. まさかのTelepathy
（作曲：加藤大祐 / 編曲：中村康就）
8thアルバム『Door』収録曲。
7. Graceful World
（作曲：大谷靖夫 / 編曲：大谷靖夫、桑島幻矢）
18thシングル。
8. 鮮やかなもの
（作曲：多胡邦夫 / 編曲：桑島幻矢）
4thアルバム『4 FORCE』収録曲。
9. サクラビト
（作曲：多胡邦夫 / 編曲：十川知司 & Every Little Thing）
34thシングル。
10. キヲク
（作曲：菊池一仁 / 編曲：村田昭 & Every Little Thing）
20thシングル。
11. 愛のカケラ
（作曲：多胡邦夫 / 編曲：伊藤一朗、桑島幻矢）
16thシングル。
12. Change
（作曲：五十嵐充 / 編曲：五十嵐充 & Every Little Thing）
38thシングル。

## 伊藤一朗編

### 収録曲
1. Over and Over
（作詞・作曲・編曲：五十嵐充）
11thシングル。
2. 今でも･･･あなたが好きだから
（作詞・作曲・編曲：五十嵐充）
2ndアルバム『Time to Destination』収録曲。
3. UNSPEAKABLE
（作詞：持田香織 / 作曲：菊池一仁 / 編曲：中尾昌文、大谷靖夫、伊藤一朗）
22ndシングル『UNTITLED 4 ballads』収録曲。
4. 帰り道
（作詞：持田香織 / 作曲：tetsuhiko & 十川知司 / 編曲：十川知司 & 伊藤一朗）
28thシングル「きみの て」のカップリング曲。
5. Snowscape (Instrumental)
（作曲：伊藤一朗 / 編曲：中村康就 & 伊藤一朗）
9thアルバム『CHANGE』収録曲。インスト曲。
6. The One Thing
（作詞：Every Little Thing / 作曲：五十嵐充 / 編曲：Every Little Thing）
3rdアルバム『eternity』収録曲および、15thシングル「Rescue me/Smile Again」のカップリング。
7. しあわせの風景
（作詞：持田香織 / 作曲：菊池一仁 / 編曲：中尾昌文 & 伊藤一朗）
25thシングル『また あした』収録曲。
8. ルーム
（作詞：持田香織 / 作曲：菊池一仁 / 編曲：中尾昌文、大谷靖夫）
22ndシングル『UNTITLED 4 ballads』収録曲。
9. fragile
（作詞：持田香織 / 作曲：菊池一仁 / 編曲：伊藤一朗、桑島幻矢、菊池一仁）
17thシングル。
10. B.L.V.D (Instrumental)
（作曲：伊藤一朗 / 編曲：中村康就 & 伊藤一朗）
8thアルバム『Door』収録曲。インスト曲。
11. 恋をしている
（作詞：持田香織 / 作曲：菊池一仁 / 編曲：中村康就）
33rdシングル。
12. 忘れえぬ人
（作詞：持田香織 / 作曲：菊池一仁 / 編曲：中野雄太 & Every Little Thing）
9thアルバム『CHANGE』収録曲。